# حشره‌خوار آندامان
 حشره‌خوار آندامان (نام علمی: Crocidura andamanensis) نام یک گونه از سرده حشره‌خوارهای دندان‌سفید است.